# Den sista flickan
Den sista flickan: berättelsen om min fångenskap och kamp mot Islamiska staten är en självbiografi från 2017 av den yazidiska människorättsaktivisten Nadia Murad. Boken handlar om hennes tid i fångenskap och om sin kamp mot Islamiska staten (IS). Förordet till boken är skrivet av advokaten och aktivisten Amal Clooney. Den svenska översättningen av boken publicerades 2018.
Murad tilldelades Nobels fredspris 2018 tillsammans med Denis Mukwege för sitt arbete mot sexualiserat våld som vapen i krig och konflikter.

## Utgåvor
- 2017 – Murad, Nadia (på engelska). The Last Girl: My Story of Captivity, and My Fight Against the Islamic State. New York, USA: Tim Duggan Books. Libris 21941670. ISBN 9781524760434
  - Nadia, Murad (2018). Den sista flickan: berättelsen om min fångenskap och kamp mot Islamiska staten. Översättning: Manne Svensson. Stockholm: Albert Bonniers Förlag. Libris 22410101. ISBN 9789100173685